# Tatums (Oklahoma)
Tatums es un pueblo ubicado en el condado de Carter en el estado estadounidense de Oklahoma. En el año 2010 tenía una población de 	151 habitantes y una densidad poblacional de 	29,04 personas por km².

## Geografía
Tatums se encuentra ubicado en las coordenadas 34°28′55″N 97°27′52″O / 34.481919, -97.464470.

## Demografía
Según la Oficina del Censo en 2000 los ingresos medios por hogar en la localidad eran de $11,146 y los ingresos medios por familia eran $12,375. Los hombres tenían unos ingresos medios de $20,417 frente a los $20,000 para las mujeres. La renta per cápita para la localidad era de $7,125. Alrededor del 51.9% de la población estaban por debajo del umbral de pobreza.